# Sentimiento oceánico

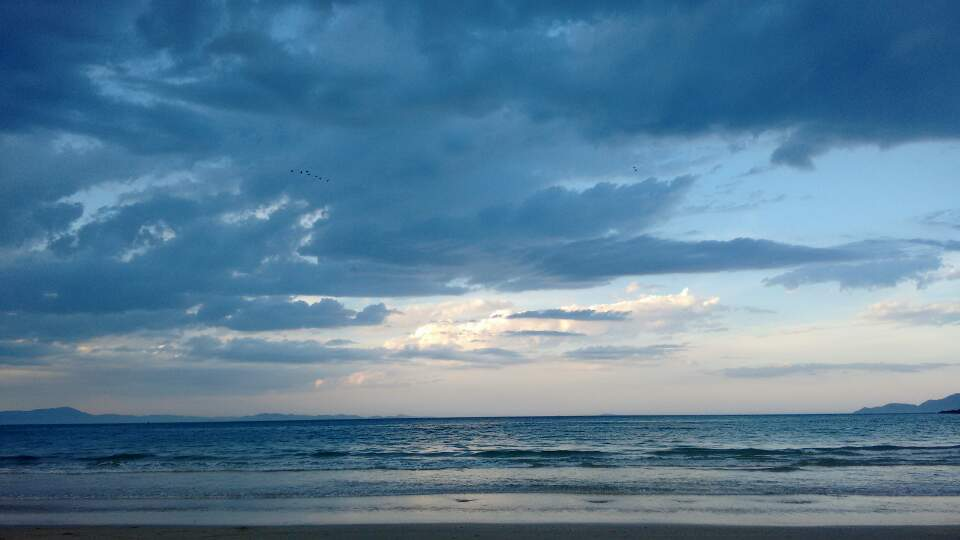
Vista de un océano. La persona que experimenta un sentimiento oceánico tiene una sensación de unidad con el mundo.

En una carta de 1927 a Sigmund Freud, el escritor francés Romain Rolland, premio Nobel de literatura, acuñó la expresión "sentimiento oceánico" para referirse a «una sensación de lo eterno», un sentimiento de «ser uno con el mundo externo como un todo», inspirado en el ejemplo de Ramakrishna, entre otros místicos. Según Rolland, este sentimiento es la fuente de toda la "energía religiosa" que permea los diversos sistemas religiosos, y uno puede justificadamente llamarse religioso basándose únicamente en este sentimiento oceánico, incluso si uno renuncia a toda creencia [en un ser superior] y a toda ilusión [de pervivir de algún modo más allá de la muerte]. Freud analiza este sentimiento en sus obras  El porvenir de una ilusión (1927) y El malestar en la cultura (1929). Lo considera un vestigio fragmentario de una especie de conciencia propia de un niño que aún no se ha diferenciado de otras personas y cosas.

## Historia
El 5 de diciembre de 1927, Rolland acuñó la frase en una carta a Freud en francés, pidiéndole que considerara las experiencias espirituales, o el "sentimiento oceánico", en sus obras psicológicas: 

Mais j'aurais aimé à vous voir faire l'analyse du sentiment religieux spontané ou, plus exactement, de la sensation religieuse qui est...le fait simple et direct de la sensation de l'éternel (qui peut très bien n'être pas éternel, mais simplement sans bornes perceptibles, et comme océanique).

Traducido literalmente:

Pero me hubiera gustado verlo analizar el sentimiento religioso espontáneo o, más exactamente, la sensación religiosa que es... el hecho simple y directo de la sensación de lo eterno (que muy bien puede no ser eterno, sino solamente sin límites perceptibles, y como oceánico).

Rolland basó su descripción en el ejemplo de Ramakrishna, quien tuvo su primer éxtasis espiritual a los 6 años. A partir de su décimo o undécimo año de escuela, los trances se volvieron más habituales, y en los últimos años de su vida, estos episodios de samādhi de Ramakrishna ocurrían casi a diario.
Rolland describió los trances y estados místicos experimentados por Ramakrishna y otros místicos como un "sentimiento  oceánico",  que el propio Rolland también había experimentado. Según lo describe Rolland, se trata de «una sensación de "eternidad", una sensación de algo ilimitado», una «sensación de un vínculo indisoluble, de ser uno con el mundo exterior como un todo». Rolland creía que la emoción religiosa humana universal se parecía a este sentimiento oceánico. En su libro de 1929 La vida de Ramakrishna, Rolland distinguió entre los sentimientos de unidad y eternidad que Ramakrishna experimentó en sus estados místicos y la interpretación que Ramakrishna tenía de esos sentimientos como la diosa Kali. Para Rolland, el sentimiento oceánico es el origen de todas las religiones.
Freud, que nunca experimentó este sentimiento, termina El porvenir de una ilusión tratando el concepto y retoma su tratamiento al inicio de El malestar en la cultura, respondiendo así a la petición de Rolland. En ese libro atribuye el concepto a un amigo anónimo. Freud concluye que este sentimiento no puede ser el origen de la religión, porque para él la fuerza creativa de la mente humana nace de la satisfacción de una necesidad, no de una regresión momentánea.

## Explicación de Freud
Freud sostiene que el "sentimiento oceánico", si existe, es el "sentimiento del yo primitivo" preservado desde la infancia. El sentimiento primitivo del yo precede a la creación del yo y existe hasta que la madre deja de amamantar. Antes de esto, el bebé era amamantado regularmente en respuesta a su llanto y no tenía concepto de que el pecho no le pertenecía. Por lo tanto, el bebé no tiene concepto de “sí mismo” o, más bien, considera el pecho como parte de sí mismo. Freud sostiene que quienes experimentan un sentimiento oceánico cuando son adultos, en realidad están experimentando un sentimiento del ego primitivo preservado. El ego, por el contrario, surge cuando se deja de dar el pecho al bebé, e implica el reconocimiento por parte del bebé de que está separado del pecho de la madre y, por lo tanto, de que existen otras personas. Freud sostiene que no necesariamente contradiría la teoría psicoanalítica que este sentimiento primario del yo coexistiera con el yo normal en algunas personas. El argumento principal para esto es que la teoría psicoanalítica sostiene que todos los pensamientos se preservan en una "conservación de la energía psíquica". Por lo tanto, el "sentimiento oceánico" descrito como una unidad con el mundo o una infinitud es simplemente una descripción del sentimiento que tiene el bebé antes de aprender que hay otras personas en el mundo.

## Otras explicaciones
La relevancia de la postura de Romain sobre el sentimiento oceánico ha sido reconocida por los académicos, quienes abogan por una comprensión más amplia de la religión y la espiritualidad, ofreciendo un modelo transformacional de la psicología que valida las afirmaciones de los místicos.  La neuroteología, por otro lado, investiga la base neurológica de las experiencias religiosas, como la unidad con el universo y el trance extático.
Desde el principio, las experiencias espontáneas de Ramakrishna fueron interpretadas como ataques epilépticos, explicación que fue rechazada por el propio Ramakrishna. Según Anil D. Desai, Ramakrishna sufría de epilepsia psicomotora, también llamada epilepsia del lóbulo temporal. 
Estas experiencias también pueden ser inducidas intencionalmente. Andrew Newberg, Eugene G. d'Aquili y Vince Rause descubrieron que «la meditación intensamente centrada desencadena una alteración en la actividad del cerebro que lleva a la persona a percibir las experiencias religiosas trascendentes como una realidad sólida y tangible. En otras palabras, la sensación que los budistas llaman unidad con el universo».
La filósofa búlgarofrancesa Julia Kristeva escribe sobre el sentimiento oceánico en Sol negro: depresión y melancolía. Su concepción es similar a la de Freud, relacionando el sentimiento con una regresión infantil. Más recientemente, la estudiosa del pueblo negro (black studies; no se conoce una traducción más específica al español; la negritud es un movimiento histórico) y poeta Jackie Wang escribió sobre la noción de sentimiento oceánico en el artículo "Oceanic Feeling and Communist Affect" literalmente Sentimiento oceánico y afecto comunista —hay que entender afecto en el sentido psicológico (cualquier sentimiento, no solo el cariño) y comunista, no en el sentido político, sino más bien como "comunitario"—, trazando su desarrollo histórico a través de las obras de Romain Rolland y su relación con Spinoza, Freud y Kristeva, para finalmente ligarlo al hecho de ser de raza negra y el trauma del pasaje del medio, según lo trata Fred Moten.